# Sekiei ayakashi mangatan
Sekiei ayakashi mangatan (石影妖漫画譚?) è un manga storico a tema soprannaturale di Takanori Kawai, ispirato liberamente alla figura del pittore Toriyama Sekien. La serie, composta da undici volumi, è stata pubblicata in patria da Shūeisha originariamente online come serie web. Nel 2012 è stato prodotto un original net anime di tre puntate la cui trasmissione è terminata il 1º marzo.

## Trama
Durante l'epoca Edo vive il bizzarro pittore Sekiei Toriyama, famoso per la sua passione per le creature soprannaturali, gli yōkai. Questi sono infatti gli unici soggetti che realizza sulle sue tele. La sua conoscenza del mondo del paranormale portano le persone afflitte da maledizioni di demoni e di spiriti a rivolgersi a lui. Lo stesso accade alla giovane Sayu,  venuta fin da un altro villaggio per mostrare al pittore la maledizione che l'ha colpita: un demone, impossessatosi di lei l'ha resa cleptomane e le fa rubare quanto desideri.

## Personaggi

Sekiei Toriyama

Sekiei Toriyama (鳥山石影?, Toriyama Sekiei)
Pittore di mostri, disdegna i soggetti umani per focalizzarsi sul paranormale. Grazie al pennello composto dei capelli biondi di Keukegen riesce a portare nel mondo come oggetto solido quanto disegna. Si serve di tale strumento solitamente nella lotta contro i demoni.
Keukegen (毛羽毛現?)
Una ragazza bionda che vive assieme a Sekiei. La sua apparenza cela in realtà una creatura dall'età millenaria.
Yoyo (代?)
Giovane orfana che vive con Sekiei, provvedendo alla cura della casa e del padrone, data la sua grande attenzione per gli altri.
Sayu
Ragazza di un villaggio di agricoltori venuta in città a chiedere aiuto a Sekiei perché afflitta da uno yokai che l'ha resa cleptomane. Lo spirito si scopre infine dimorare nel suo kimono, rivelandosi essere un kosode-no-te, capace di creare numerose braccia ladre immaginarie e di impedire a Sayu di sfilarsi la veste stregata.